# Everlife

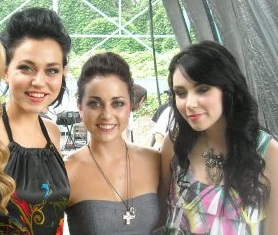
Everlife

Everlife est un groupe de musique américain.

## Les membres
Ce groupe est composé de trois sœurs : Amber, Sarah et Julia Ross.

## Discographie
Leur discographie comporte deux albums studio et de nombreux titres pour les films et dessin animés Disney.